# نیک فیوری
سرهنگ نیکولاس جوزف فیوری که معمولاً با نام نیک فیوری شناخته می‌شود، یک قهرمان تخیلی جنگی جنگ جهانی دوم و یک فوق جاسوس در زمان حال در کتاب‌های کامیک مارول کامیکس می‌باشد. او توسط تصویرگر جک کربی و نویسنده استن لی خلق شد. فیوری در گروهبان فیوری و کماندوهای زوزه‌کش او شماره ۱ام (مه ۱۹۶۳) برای اولین بار به صورت یک فرماندهٔ گروهان نیروی زمینی آمریکایی سیگار به دهان به تصویر کشیده شد.
فیوری مدرن ابتدا به صورت یک مأمور سیا در چهار شگفت‌انگیز شماره ۲۱ام (دسامبر ۱۹۶۳) به تصویر کشیده شد. در داستان‌های عجیب شماره ۱۳۵ام (دسامبر ۱۹۶۵) نیز به صورت یک جاسوس شبه جیمز باند تبدیل شد که فرماندهی یک سازمان جاسوسی به نام شیلد را بر عهده داشت به عنوان یک رابط بین ابرقهرمانان و سازمان ملل فعالیت می‌کرد. نهایتاً آشکار می‌شود فیوری از یک سری دارو مخصوص به نام فرمول ابدیت استفاده می‌کند که علی‌رغم سن بالاو نزدیک به یک قرن، هنوز به او اجازه فعالیت زیاد را می‌دهد.
فیوری در سری کتاب‌های کامیک زیادی از جمله دنیای متناوب حضور داشت. از او همچنین در چندین فیلم انیمیشنی، برنامه تلویزیونی، بازی ویدئویی که همگی بر اساس کتاب‌های مارول بود استفاده شد. دیوید هسلهاف کسی بود که در سریال تلویزیونی نیک فیوری: مأمور شیلد سال ۱۹۹۸ نقش فیوری را بر عهده داشت. ساموئل ال. جکسون نیز فیوری را در مرد آهنی (۲۰۰۸) و ادامه آن مرد آهنی ۲ (۲۰۱۰)، ثور و کاپیتان آمریکا: نخستین انتقام‌جو (۲۰۱۱) و انتقام‌جویان (۲۰۱۱)، پنج فیلم نخست از نه گانهٔ دنیای سینمایی مارول، بازی کرد. حتی قبل از اینکه جکسون برای بازی در این نقش دعوت شود، از چهره او برای طراحی نسخه مارول نهایی نیک فیوری استفاده شد. بر اساس رده‌بندی ۱۰۰ قهرمان برتر کتاب‌های کامیک آی جی ان، رتبهٔ ۳۳ام متعلق به فیوری است.

## نیروها و توانایی‌ها
روند سالخوردگی به شدت به وسیلهٔ فرمول ابدیت که توسط دکتر برتهولد استرنبرگ ساخته شده بود، آهسته شده‌است. فیوری اولین کسی بود که در دهه ۱۹۴۰ از این سرم استفاده کرد. او برای حفظ این روند مجبور بود سالها از این دارو استفاده کند. به دلیل مصرف زیاد این سرم و انباشته شدن تأثیر آن، فیوری دیگر نیازی به تزریق مرتب این دارو ندارد. او علی‌رغم سن زیادش، ورزشکار نیز می‌باشد. امروزه به خاطر تعویض خون فیوری، تمام فرمول ابدیت از درون بدنش مکیده شده‌است و طول عمری معمولی دارد. او از طرف چشم چپ مجروح است و این مجروحیت به خاطر چنگ زدن یک گربه در سال ۱۹۹۵ پیش آمده‌است، به همین خاطر امروزه او ۹۶٪ از بینایی این چشمش را از دست داده‌است. با وجود پیشنهادهای پزشکان، او هنوز نه آن را تخلیه کرده نه با کمک قطعات مکانیکی آن را تقویت کرده‌است بلکه همیشه آن را با چشم‌بندی، می‌پوشاند.
فیوری در نبردهای مسلحانه و غیرمسلحانه بسیار حرفه‌ای است. او در ارتش (زمان جنگ جهانی دوم) بوکسور سنگین‌وزن بود و کمربند مشکی در تکواندو و کمربند قهوه‌ای در جوجیتسو دارد. فیوری کسی است که کاپیتان آمریکا را در هنرهای رزمی آموزش داده‌است.
فیوری کهنه سربازی است که در جنگ جهانی دوم، جنگ کره و جنگ ویتنام شرکت داشت و در چندین نبرد مخفیانه «که حتی اسمشان را هم نخواهید شنید»، به عنوان یک «مشاور جنگی» حضور داشت. او به عنوان چترباز، رنجر، متخصص تخریب، متخصص وسایل نقلیه (از جمله هواپیما و کشتی) و کلاه سبز تعلیم دیده‌است.
فیوری همچنین به تجهیزات زیادی که توسط مهندسان شیلد تولید شده‌است، دسترسی دارد. او یک یونیفورم شیلد که از کولاری ۹ لایه (که می‌تواند گلوله‌هایی تا کالیبر ٫۴۵ را متوقف کرند) و لباس بتا (نوع سی، که می‌تواند در برابر آتش تا دمای ۹۳۰ درجه سانتی گراد مقاومت کند)، را به تن می‌کند.
به عنوان مدیر شیلد، فیوری اجازه دارد تا به انبارهای تسلیحاتی فوق پیشرفته که شامل وسایل هوایی، زمینی و دریایی؛ تجهیزات و متعلقات زیادی چون لباس ضد گلوله که همگی توسط شیلد ساخته شده‌اند، دسترسی داشته باشد. به خاطر رتبهٔ بالایش در سازمان حتی زمانی که تونی استارک، و بعداً نورمن آزبورن که مدیر شیلد بودند نیز می‌توانست از امکاناتی استفاده کند که هیچ‌کس جز خودش ار وجودشان اطلاع نداشت.

## در دیگر رسانه‌ها

### تلویزیون

#### دهه ۱۹۹۰

دیوید هسلهاف در نیک فیوری: مأمور شیلد در نقش نیک فیوری.

- نیک فیوری به عنوان یک شخصیت مهمان در سریال کارتونی مرد آهنی با صدای فیلیپ ابوت حضور پیدا کرد.
- فیوری در قسمت‌هایی از سریال کارتونی مرد-عنکبوتی: سریال کارتونی با صدای فیلیپ ابوت و بعداً با صدای جک انجل حضور پیدا کرد.
- فیوری در قسمت‌هایی از سریال کارتونی مردان ایکس: سریال کارتونی حضور پیدا کرد.
- در چندین قسمت از سریال کارتونی هالک شگفت‌انگیز به فیوری اشاره شد.
- در سال ۱۹۹۸ دیوید هسلهاف در نقش فیوری در سریال تلویزیونی شبکه فاکس به نام نیک فیوری: مأمور شیلد بازی کرد.[۵]
- فیوری در یکی از قسمت‌های سریال کارتونی مرد عنکبوتی: بی‌نهایت با صدای مارک گیبون حضور پیدا کرد.

#### دهه ۲۰۰۰
- فیوری در قسمت‌هایی از سریال کارتونی مردان ایکس: تکامل با صدای جیم بیرنس حضور پیدا کرد.
- فیوری در یک قسمت از سریال کارتونی ولوورین و مردان ایکس با صدای الکس دیزرت حضور پیدا کرد.
- فیوری به عنوان یک نقش کمکی در سریال کارتونی مرد آهنی: ماجراجویی با زره با صدای دن ردمن حضور پیدا کرد.
- فیوری در سریال کارتونی نمایش چهارگانه ابرقهرمانان با صدای کوین مایکل ریچاردسون حضور پیدا کرد.[۶]

#### دهه ۲۰۱۰
- فیوری در سریال کارتونی انتقام جویان: قویترین ابرقهرمانان زمین با صدای الکس دیزرت حضور پیدا کرد.[۷][۸]
- فیوری در سریال کارتونی مرد-عنکبوتی: بی‌نهایت با صدای چی مک بریج حضور پیدا کرد.[۹]

### فیلم
- آندره ور صدای نیک فیوری را در انیمیشن انتقام جویان نهایی (سال ۲۰۰۶) و ادامه‌های آن را به عهده داشت.
- بر اساس تفسیر صوتی تیم استوری کارگردان فیلم چهار شگفت‌انگیز: قیام موج سوار نقره‌ای، فیلمنامه اصلی فیلم فیوری را نیز شامل می‌شده‌است.
- فیوری در انیمه مرد آهنی: قیام تکنووور حضور پیدا کرد.[۱۰]

#### دنیای سینمایی مارول

ساموئل ال. جکسون در مرد آهنی در نقش نیک فیوری.

ساموئل ال. جکسون نقش نیک فیوری را در سری فیلم‌های دنیای سینمایی مارول بازی می‌کند.
- در صحنه‌های پایانی مرد آهنی (سال ۲۰۰۸)، فیوری در خانهٔ تونی استارک ظاهر شده و سعی می‌کند او را جذب انتقام جویان کند.
- در هالک شگفت‌انگیز (سال ۲۰۰۸)، نام او به صورت کاملاً مشخص در برگه‌های دولتی دیده می‌شود.
- در مرد آهنی ۲ (سال ۲۰۱۰).
- در صحنه‌های پایانی ثور (سال ۲۰۱۱).
- در صحنه‌های پایانی کاپیتان آمریکا: نخستین انتقام‌جو (سال ۲۰۱۱).
- در انتقام‌جویان (سال ۲۰۱۲)، برنامه‌های فیوری برای ایجاد گروه انتقام جویان تحقق می‌یابد.
- در کاپیتان آمریکا: سرباز زمستان (سال ۲۰۱۴)[۱۱]

جکسون همچنین قرارداد بازی در چندین فیلم دیگر را در همین نقش امضاء کرده‌است.
جکسون در دوگانه انتقام جویان جنگ ابدیت نیز در صحنه‌هایی حضور محدود داشته‌است
جکسون همچنین در فیلم سینمایی کاپیتان مارول (سال ۲۰۱۹)به عنوان نقش اول مرد در نقش نیک فیوری ایفای نقش کرده‌است.
همچنین قراراست سریالی با محوریت این شخصیت و بابابازی ساموئل ال جکسون برای شبکه ی دیزنی پلاس ساخته شود.